# Oreopanax angularis
Oreopanax angularis är en araliaväxtart som först beskrevs av Carl Ludwig Willdenow och Josef August Schultes, och fick sitt nu gällande namn av Berthold Carl Seemann. Oreopanax angularis ingår i släktet Oreopanax och familjen Araliaceae. Inga underarter finns listade.